# Kuta Babo
Kuta Babo is een bestuurslaag in het regentschap Pakpak Bharat van de provincie Noord-Sumatra, Indonesië. Kuta Babo telt 435 inwoners (volkstelling 2010).